# Tássia Minuzzo
Tássia Minuzzo est une chanteuse brésilienne née en 1985 à Vacaria.

## Biographie
Tássia Minuzzo a commencé ses études de piano à 12 ans.
En 2008, elle commence à étudier le chant et le français, sa troisième langue après l'espagnol.
En 2009, elle participe au festival promu par l'Alliance française de Porto Alegre et remporte la première place.
En 2011, elle reçoit sa licence de pianiste à l'Université fédérale du Rio Grande do Sul ce  qui lui permet également d'être professeur de musique et de chant.
En 2015, elle sort l'album Dans ma Rue dans lequel elle reprend plusieurs chansons françaises écrites de 1930 à 1970.
En 2018, elle est soliste de l'orchestre de chambre de l'Universidade Luterana do Brasil (pt) avec lequel elle chante des chansons de Michel Legrand.

## Musique

### Album
- 2015 : Dans ma Rue

### Clip
- 2020 : Mais qu’est-ce que j’ai ? de Bernardo Moletta